# Vater sein dagegen sehr
 Vater sein dagegen sehr  ist ein deutscher Spielfilm von Kurt Meisel aus dem Jahr 1957. Er basiert auf dem gleichnamigen Roman von Horst Biernath aus dem Jahr 1953. Die Uraufführung war am 12. September 1957.

## Handlung
Schriftsteller Lutz Ventura bekommt eines Tages die Nachricht, dass seine Schwester gestorben ist. Sie hinterlässt zwei Kinder, die er nach der Beerdigung vorübergehend bei sich aufnimmt, da Frau Roeckel, die Schwester des vor fünf Jahren gestorbenen Vaters der Kinder, mit ihrem Mann in Urlaub fährt.
Lutz und die Kinder freunden sich sehr gut an. Die beiden möchten nicht mehr weg von ihrem Onkel, doch der hat nicht viel Platz in seiner Turmwohnung, nur wenig Geld und möchte demnächst heiraten.
Die Kinder müssen wieder zur Familie Roeckel, reißen jedoch aus, weil es dort immer Ärger gibt. Der weichherzige Onkel nimmt sie bei sich auf, doch seine Verlobte Margot hat feste Zukunftsvorstellungen, in der nur eigene Kinder vorgesehen sind. Sie erklärt ihm spontan, ihn nun nicht mehr heiraten zu wollen.
Der Schriftsteller bekommt Ärger mit den Behörden, als Unverheirateter dürften die Kinder nicht bei ihm wohnen. Die Situation eskaliert, als Nichte und Neffe durch behördliche Anordnung am selben Abend in ein Heim sollen. Er geht zum Pfarrer und trägt ihm seine spontane Idee vor, um Kirchenasyl nachzusuchen, um damit die Öffentlichkeit auf sein Problem aufmerksam zu machen. Der lehnt dies ab und spricht mit Margot. Diese sagt dem Pfarrer, dass sie eigentlich nur auf eine Gelegenheit gewartet habe, ihre Meinung zu ändern und das Paar heiratet noch am selben Tag. Die Kinder bleiben bei ihnen.

## Unterschiede zur Romanvorlage
Der Film weicht in wesentlichen Teilen stark vom literarischen Vorbild von Horst Biernath ab. Die Entscheidung von Lutz, die Kinder nach ihrem Ausreißen aus dem Haushalt von Frau und Herrn Roeckel dauerhaft bei sich aufzunehmen, führt im 10. Kapitel zur Trennung von Margot Sonnemann und Lutz Ventura. Diese Trennung wird im 11. Kapitel, als Lutz erfährt, dass sie sich in Koblenz wieder verlobt hat, endgültig. Lutz erhält später von ihr einen versöhnlichen Brief, in dem auch sie die Situation neu beleuchtet und ein klares Verständnis für Lutz Entscheidung hat.
Die Figur der Lehrerin von Rudi, Frau (im Buch Frl.) Hilde Leinegger, mit der sich Lutz im Laufe der Zeit immer weiter verbindet und auch mit ihr zusammenkommt, fehlt vollständig.
Ebenso fehlt die Figur des Vaters der beiden Kinder, der aus der Kriegsgefangenschaft in Russland wiederkehrt. Er nimmt seine Kinder nach einem Sanatoriumsaufenthalt und der dann gefundenen Arbeit zu sich.
Die sehr differenzierten Gedanken von Lutz zu seiner Aufgabe, sich um die Kinder seiner verstorbenen Schwester zu kümmern, werden im Film nicht thematisiert, auch die daraus resultierenden inneren Entwicklungen von Lutz sind nicht erkennbar.

## Kritiken
„Sentimentale Unterhaltung, ganz zugeschnitten auf den Hauptdarsteller Heinz Rühmann, der dem oberflächlichen Stoff etwas Profil gibt.“

„Ein wirklichkeitsferner und flacher Unterhaltungsfilm, dem auch die an und für sich sympathische Leistung des Hauptdarstellers Heinz Rühmann das fehlende Gewicht nicht verschaffen kann.“

## Drehorte
Der Film wurde u. a. im ländlichen Mainfranken gedreht. Der Turm war ein Stadtmauerturm in Sommerhausen. Venturas Heirat fand in der Würzburger Adalberokirche statt. Weitere Drehorte sind Würzburg, Randersacker, Ochsenfurt und Marktbreit.